# Cavazzo Carnico
Cavazzo Carnico – miejscowość i gmina we Włoszech, w regionie Friuli-Wenecja Julijska, w prowincji Udine.
Według danych na rok 2004 gminę zamieszkiwało 1139 osób, 30 os./km².